# Kilman
Kilman fou una antiga ciutat de Mèdia, sotmesa als assiris en temps de Sargon II.
En temps del rei assiri Esarhaddon (681-668 aC), Kaštariti, rei dels cassites (Bit-Kašši o Bit Kassi, una regió muntanyosa al Kabir-Kuh, cap a Ilam-Dezful-Kuhdašt) va atacar les ciutats de Karibti i Ušiši i es va aliar al cap mede Mamitiaršu i a Dušanni de Šaparda o Shaparda (més al nord a la zona de Bijar-Šarīfābād-Zanǰān) per saquejar les ciutats de Kilman i Sandu; en aquell moment hordes escites van assetjar Bīt-Kāri (Bit Kari), al sud-est d'Hamadan i el rei Kaštariti va desistir. Esarhaddon hauria convertit llavors Kilman en una fortalesa. Assarhaddon va respondre a aquests atacs amb una gran expedició a Patušarra o Patusharra (un districte a l'est del Mazanderan a la vora del desert de la sal -Dasht-e Kavir- fins a Bikni, moderna Damavand) que va aconseguir establir una línia estratègica i restablir diversos reis favorables a Assíria que havien estat deposats: Uppiš de Partakka (moderna Esfahan), Zanasana de Partukka (a Hircània però no identificada amb cap lloc en concret), i Ramataia de Uraka-Zabarana (Gurgan). En la campanya foren fets presoners dos prínceps escites, Shitir-pama i Eparna.